# 特例容積率適用地区
特例容積率適用地区（とくれいようせきりつてきようちく）とは、未利用となっている容積率の活用を促進して土地の高度利用を図ることを目的とした地区。複数の敷地間で建設する建築物について、容積率を移転することが認められている。2000年に建築基準法・都市計画法改正により商業地域を適用対象として建築基準法上の特例制度として特例容積率適用区域の名で創設。指定容積率のうち、利用していない容積率敷地がある場合に未使用パーセント分を同じ地区の他の敷地に上乗せして指定容積率を超える建築物を建設できるよう、土地の有効利用などを目的に導入された。容積率を移転する敷地は隣接していなくてもよく、2004年の法改正から第一種低層住居専用地域・第二種低層住居専用地域・田園住居地域・工業専用地域以外のすべての用途地域に適用されることになり、その際に特例容積率適用地区の名称に変更された。
代表的な例として、JR東京駅の未利用容積（余剰容積、丸の内駅舎で活用されてない部分）を丸の内パークビル・三菱一号館に移転することで有効活用している。尚、この特例容積率制度による移転分は130%である。

## 参考資料
- 古澤拓郎、東京都中心部における容積移転の可能性に関する研究
- 岡田忠夫, 有田智一, 大村謙二郎、「都市開発プロジェクトにおける都市計画協議での公共貢献に関する議論について」 『都市計画論文集』 2010年 45.3巻, p.319-324, doi:10.11361/journalcpij.45.3.319, 日本都市計画学会
- 小祝慶紀、「未利用容積率の利用権 (空中権) 移転の法と経済学的検討 : 未利用容積率の利用権の所有権的意義と市場取引の課題」『比較法制研究』 2015年 38巻 p.45-69, NAID 40020808288, 國士舘大學比較法制研究所
- 赤藤元玄、容積移転と再開発
- 高橋諒太, 赤林伸一, 有波裕貴、「RANS及びLESによる建物周辺気流に関する研究(その1)特例容積率適用地区を対象とした風環境評価」『日本建築学会北陸支部研究報告集』 2019年 62巻 p.117-120, NAID 40021927609, 日本建築学会北陸支部
- 田島 秀則（2019）税務論文 特例容積率適用地区における固定資産税評価について : 東京地裁平成29年9月14日判決を題材として 月刊税務事例 51(1), 11-18
- 新井 真夏（2015）2014年度優秀卒業論文 東京駅の保存・復原をめぐるポリティクス : 国重要文化財指定と特例容積率適用地区制度による丸の内の変容 恵泉アカデミア : 恵泉女学園大学社会・人文学会機関誌 (20), 428-452
- 牛木啓貴、「特例容積率適用地区制度による容積率移転取引と税務上の取扱い」『Evaluation』 2012年 44巻 p.16-22, NAID 40019430186, プログレス